# 池田鴻
池田 鴻（いけだ こう、本名：池田 幸鴻（いけだ ゆきひろ）、1939年〈昭和14年〉3月13日 - 1988年〈昭和63年〉3月5日）は、日本の俳優、歌手。おぎいくこ事務所に所属していた。

## 略歴
長崎県出身。早稲田大学を卒業した後、劇団四季、東京キッドブラザーズに所属し数々の舞台を踏む一方、テレビドラマでも重厚な存在感を見せた。
また歌手としても活動、いくつもの特撮・アニメ主題歌をリリースした。『機動戦士ガンダム』のオープニングテーマ「翔べ! ガンダム」は代表作として知られている。
1988年3月5日、直腸癌により48歳で死去。彼の墓は南松浦郡新上五島町浦桑郷の浄福寺にある。
特技は舞踊、歌唱。

## 出演

### テレビドラマ
- 大河ドラマ（NHK）
  - 天と地と（1969年）
  - 花神（1977年） - 槙村半九郎
  - 草燃える 第50回「三浦義村の策謀」（1979年） - 藤原忠綱
  - 獅子の時代（1980年） - 通弁
  - 峠の群像（1982年） - 仲買人
  - 徳川家康 （1983年） - 津川義冬
  - 山河燃ゆ（1984年）
  - 春の波涛（1985年） - 岡崎高厚
- 新・日本剣客伝 第2話「中村半次郎」（1969年、NET） - 大久保一蔵
- 女人平家（1971年 - 1972年、ABC） - 三善康信
- なつかしき海の歌（1975年9月21日、TBS） - 山口制作部員
- 新宿警察 第3話「新宿ろくでなし」（1975年、CX）
- 夜明けの刑事 第67話「君は妻娘を殺されたらどうする!!」（1976年、TBS / 大映テレビ） - 村岡隆一郎
- 特別機動捜査隊（NET）
  - 第758話「愛情の海」（1976年） - 中杉成吾
  - 第797話「夕陽の波止場」（1977年） - 沖口
- 大都会シリーズ（NTV / 石原プロ）
  - 大都会 闘いの日々 第19話「受難」（1976年）
  - 大都会 PARTIII 第45話「深夜の殺人者」（1979年） - 田代警視
- 太陽にほえろ!（NTV / 東宝）
  - 第231話「孤独」（1976年） - 七曲署捜査三係刑事
  - 第270話「殿下とライオン」（1977年） - 三田村雅文（スーパーエルフ店長）
  - 第307話「反転」（1978年） - 島崎編集長
  - 第457話「長さんが刑事を辞めたくなった」（1981年） - 矢追信用金庫支店長
  - 第518話「忘れていたもの」（1982年） - 前尾健三
  - 第550話「俺はプロだ!」（1983年） - 谷原秘書
  - 第563話「たすけて!」（1983年） - 南郷不動産社長
  - 第589話「共謀」（1984年） - 伊藤
  - 第601話「アイドル」（1984年） - 東洋テレビリポーター
  - 太陽にほえろ! PART2 第9話「見知らぬ侵入者」（1987年） - パールマンション管理人
- 破れ奉行 第12話「悲愁! 八千両の鈴」（1977年、ANB）
- 日本の戦後 第4集「それは、晩餐から始まった 財閥解体への道」（1977年、NHK）
- 特捜最前線（ANB）
  - 第28話「恐喝 にせ女子大生日記」（1977年） - 岡崎助教授
  - 第38話「バスジャック・光なき娘へのハレルヤ」（1977年） - 警視庁南新宿署長
  - 第100話「レイプ・17歳の記録!」（1979年）
  - 第350話「殺人トリックの女!」（1984年）
- 華麗なる刑事 第20話「黒衣の女」（1977年、CX / 東宝） - 海老沢
- ロボット110番 第36話「二人のパパ」 (1977年、ANB） - 夢野一路
- 青春の門 第二部 （1978年、MBS）
- 七人の刑事 第3シーズン（TBS）
  - 第3話「ブルートレインはふるさと行」（1978年）
  - 第63話「顔を買う男」（1979年）
- 達磨大助事件帳 第23話「地獄への落し穴」（1978年、ANB / 前進座 / 国際放映） - 池永
- チェックメイト78 第9話「警部とピアノ殺人楽章」（1978年、ABC / テレパック）
- 消えた巨人軍 最終話（1978年、NTV / 東映） - 三上課長
- 不毛地帯 第15話（1979年、MBS） - 刑事
- 特別企画三時間ドラマ 日立スペシャル / 大いなる朝（1979年、TBS）
- おやこ刑事 第16話「ディスコ・レディ全裸殺人事件」（1979年、12ch）
- 騎馬奉行 第13話「湖底の黄金を探せ!」（1980年）
- Gメンシリーズ（TBS / 近藤照男プロ）
  - Gメン'75 第264話「悪魔の棲む家」（1980年） - 井沢拓郎
  - Gメン'82 第16話「花嫁強盗団」（1983年） - 鑑識員
- 仮面ライダースーパー1 第7話「ドグマ式生きているコンピューター」（1980年、MBS / 東映） - 山下博士
- 西武スペシャル / 隣りの女-現代西鶴物語-（1981年5月1日、TBS） - 益本雄一
- 2年B組仙八先生（1981年、TBS）
- 新五捕物帳 第166話「はかなき百両の恋」（1981年、NTV）
- 土曜ワイド劇場
  - 死者の木霊 信濃路バラバラ殺人事件（1982年） - 野本敏夫
  - 松本清張の溺れ谷（1983年）
  - 牟田刑事官事件ファイル 第1作「事件の眼 信濃路にいた女」（1983年）
  - 家路の果て 建売住宅ローン殺人事件! ラブホテルで主婦が焼死!（1985年）
  - 松本清張の黒い樹海（1986年）
- 勇者は語らず いま、日米自動車戦争は 第2話「きょう、オハイオの大地に立つ」（1983年、NHK） - ティム・クボタ
- ザ・ハングマンシリーズ（ABC / 松竹）
  - 新ハングマン 第19話「浮浪者を襲う医大教授と浮気婦人」（1983年） - 浅田事務局長（東都医科大学）
  - ザ・ハングマン4 第25話「痛快ダブルハンギング!! さようならありがたや節」（1985年） - 平瀬（隆友ジャーナル幹部）
- メタルヒーローシリーズ（ANB / 東映）
  - 宇宙刑事シャリバン 第28話「キャンパスは風速80Mの猛烈ストーム」（1983年） - 大神豊教授（キャンパスビースト人間態）
  - 巨獣特捜ジャスピオン 第32話「お手伝いロボットの真夜中のアルバイト」（1985年） - チップ
- 必殺仕事人IV 第2話「秀、少女の謎を明かす」（1983年、ABC / 松竹） - 牧野内膳正
- 右門捕物帖 第33話「冬の風鈴」（1983年、NTV）
- スペシャルドラマ（TBS）
  - 風にむかってマイウェイ（1984年） - 横山武敏
  - イエスの方舟 イエスと呼ばれた男と19人の女たち（1985年）
- 金曜ドラマ / 夫婦生活（1985年、TBS）
- 金曜女のドラマスペシャル（CX）
  - おふくろシリーズ 第2作「おふくろ殿」（1985年）
  - 小さな目撃者 ママとあっちゃんの推理ポケット（1988年）
- 火曜サスペンス劇場 / 女からの眺め 女だけで犯した20億円強奪作戦（1987年、NTV） - 犬猫病院先生

### CM
- マクドナルド

## 主な曲

### タイアップ
- 怒れ勇者よバトルホーク（特撮番組『バトルホーク』 主題歌）
- 正義の闘士バトルホーク（特撮番組『バトルホーク』 副主題歌）
- 飛べ!グロイザーX（アニメ『グロイザーX』 主題歌）
- ゴーゴー・グロイザーX（アニメ『グロイザーX』 副主題歌）
- きょうりゅうサイボーグ マシンザウラー（『きょうりゅうサイボーグ マシンザウラー』イメージソング）
- おれのマシンザウラー（『きょうりゅうサイボーグ マシンザウラー』 イメージソング）
- 翔べ! ガンダム（アニメ『機動戦士ガンダム』 オープニングテーマ）
- 永遠にアムロ（アニメ『機動戦士ガンダム』 エンディングテーマ）

### カバーソング
- セタップ! 仮面ライダーX（『仮面ライダーX』OP）
- おれはグレートマジンガー（『グレートマジンガー』OP）
- ゲッターロボ!（『ゲッターロボ』OP）
- 仮面ライダーストロンガーのうた（『仮面ライダーストロンガー』OP）
- 勇者ライディーン（『勇者ライディーン』OP）
- とべ!グレンダイザー（『UFOロボ グレンダイザー』OP）
- 立て!闘将ダイモス（『闘将ダイモス』OP）
- グランプリの鷹（『アローエンブレム グランプリの鷹』OP）
- フラッシュ!イナズマン（『イナズマンF』OP）
- 秘密戦隊ゴレンジャー（『秘密戦隊ゴレンジャー』ED）
- 猿の軍団（『SFドラマ 猿の軍団』OP）
- ジムボタンの歌（『ジムボタン』OP）
- 青春の旅立ち（『スターウルフ』OP）
- ピンポンパン体操'74
- およげ!たいやきくん
- さらば青春

他多数。

### その他
- オリバー君のロックンロール（オリバー君ブームの際に作られたイメージソング。1976年発売）
- 恋するオリバー君（「オリバー君のロックンロール」シングルB面）
- やっぱりジャイアンツ（読売ジャイアンツ応援歌。1980年発売）